# Queen Bitch
Queen Bitch ist ein von David Bowie geschriebener Song, der im Jahr 1971 auf dem Album Hunky Dory erschienen ist.
Der Song leitet sich aus Bowies Bewunderung für den experimentellen Stil der US-amerikanischen Rockband The Velvet Underground her. Er schrieb ihn zu Ehren Lou Reeds und dessen Themenwahl. Auf Hunky Dory existiert zudem eine Hommage auf Andy Warhol, der u. a. Produzent des Albums The Velvet Underground & Nico, bekannt auch als „Bananen-Platte“, war.

## Text und musikalische Konzeption
1967 nahm Bowie eine unveröffentlicht gebliebene Coverversion von Reeds I'm Waiting for the Man im Studio auf und spielte den Song daneben anlässlich von Live-Sessions (Bowie at the Beeb und Live Nassau Coliseum '76/Spezialausgabe der Station to Station, 2010). An diesen Song knüpft Queen Bitch an und porträtiert einen Mann, dessen männlicher Mitbewohner, möglicherweise Lover, nach Abweisung von Annäherungsversuchen aufbricht, um sich eine Dragqueen auf der Straße zu „angeln“. Bowie beobachtet als die zurückgebliebene der Figuren das Geschehen vom Fenster seines Appartements aus (“I’m up on the eleventh floor, and I’m watching the cruisers below”). Dabei erkennt er, dass die auserwählte Dragqueen sich außergewöhnlich gekünstelt verhält, weshalb er befindet, dass sich mit ihr abzugeben, reine Zeitvergeudung sein muss ("She's so swishy in her satin and tat; In her frock coat and bipperty-bopperty hat; Oh God, I could do better than that"). Andererseits wird mit diesem Song nicht das einzige Mal in seinem künstlerischen Schaffen deutlich, dass seine Figuren in recht diffuser Weise mit den Themen Homo- und Bisexualität kokettieren. Das trifft auch auf den Betrachterwinkel des Sängers zu. Die affektiert und voyeuristisch klingende Stimme Bowies legt nahe, dass der Beobachter es bedauert, nicht selbst Objekt der Begierde zu sein. Für die Wegbereitung des Glam Rock gilt Queen Bitch als der einflussreichste und nachhaltigste Titel der Hunky Dory.
Musikalisch startet Queen Bitch – nach bolaneskem Intro zusammenhangloser Silben – mit Bowies akustischer Gitarre, bevor alsbald auch Mick Ronson mit fetten E-Gitarrenriffs eröffnet. Das Gesamtarrangement des Songs wartet mit einer melodischen Basslinie auf, verdichtetem Schlagzeugschema und sprunghaft-verzerrten Gitarrenakkorden. Dazu singt Bowie in äußerst subtil-glänzender Manier und deutet dabei den opulenten Spannungsbogen an, den er mit The Rise and Fall of Ziggy Stardust and the Spiders from Mars wenig später ausformulieren wird. Obwohl das Hauptriff an Sweet Jane von The Velvet Undergrounds Loaded erinnert, dringt deutlich Eddie Cochrans Rockabilly-Stück Three Steps to Heaven durch.

## Liveversionen
- Bowie spielte den Song am 18. Januar 1972 auf der BBC-Radioshow Sounds of the 70s. Dieser Radio-Mitschnitt wurde am 7. Februar 1972 und 2000 auf dem Album Bowie at the Beeb veröffentlicht.
- Bowie spielte den Songs in der BBC-Unterhaltungssendung The Old Grey Whistle Test am 8. Februar 1972. Der Song findet sich auf der Kompilation, Best of Bowie.
- Eine weitere Version aus dem Santa Monica Civic Auditorium findet sich vom 20. Oktober 1972 auf Santa Monica '72 und Live Santa Monica '72.
- Eine Version des Songs entstand im "Nassau Coliseum", Uniondale am 23. März 1976. Veröffentlicht wurde diese auf RarestOneBowie und 2010 auf einer Spezialausgabe von Station to Station.
- Lou Reed spielte den Song zusammen mit Bowie an dessen 50. Geburtstag im Januar 1997 in New York.
- Arcade Fire spielten den Song zusammen mit Bowie, ebenfalls in New York City.[6]

## Weitere Veröffentlichungen
- Der Song ist musikalischer Bestandteil des Films Die Tiefseetaucher des Produzenten Wes Anderson aus dem Jahr 2004 über die skurrile Expedition eines Meeresforscherteams.
- Der Song ist Bestandteil der US-amerikanischen Filmbiografie Milk aus dem Jahr 2008, bei der Gus Van Sant, nach dem Drehbuch von Dustin Lance Black, Regie führte.
- Der Song ist Bestandteil des Films Young Adult aus dem Jahr 2011, bei dem Jason Reitman nach dem Drehbuch von Diablo Cody Regie führte.
- Der Song erscheint auf der Videospielreihe Rock Band. Der Song steht im Dreierpack zusammen mit Moonage Daydream und Heroes.
- Der Song erscheint auf dem Computerspiel Skate.
- Der Song ist Bestandteil des Offroad-Rennspiels MotorStorm: Pacific Rift.
- Der Song ist in der britischen Filmkomödie Run, Fatboy, Run des US-amerikanischen Regisseurs David Schwimmer aus dem Jahr 2007 enthalten.

## Coverversionen
Der Song wurde von zahlreichen Interpreten gecovert. Unter anderen waren dabei die Post-Grunge-Band Birdbrain, die Punkband Eater, Green River (Band), The Hotrats (benannt nach Frank Zappas gleichnamigen Album), The Tragically Hip. Der Song taucht zudem im 32-minütigen Dokumentarfilm Spiral Jetty auf, der ein 1970 von Robert Smithson in der Wüste von Utah erstelltes Naturkunstwerk thematisiert.